# Рязанський цукор
Рязанський цукор (рос. рязанский сахар) — інтернет-мем, що виник після вибухів житлових будинків у Росії 4-16 вересня 1999 року, здійснених ФСБ.

## Історія виникнення
За найбільш поширеною версією незалежних від російської влади джерел вибухи житлових будинків у вересні 1999 року були організовані російською владою, зокрема особисто прем'єр-міністром Володимиром Путіним, а також Федеральною службою безпеки. Вважається, що вибухи були вигідні чинній владі і, навпаки, не вигідні протилежній стороні. Також стверджується, що саме після вибухів Володимир Путін зміг забезпечити собі підвищення рейтингу і, як наслідок, перемогу на президентських виборах 2000 року. Серед причин, з яких влада могла піти на такий крок називалися бажання посилити роль ФСБ у політичному житті Росії, а також необхідність виправдати Другу чеченську війну.

### Версія Юрія Фельштинського іОлександра Литвиненка

#### Виникнення версії і роль Бориса Березовського
Версія про причетність російської влади і спецслужб до терактів була вперше детально викладена в книзі «ФСБ підриває Росію». Книга була написана істориком Рутгеровського університету Юрієм Фельштинським і колишнім співробітником ФСБ Олександром Литвиненком, який в 2000 році отримав політичний притулок у Великій Британії. Вперше уривки цієї книги були опубліковані в спецвипуску «Нової газети» 27 серпня 2001 року. Повне видання вийшло в 2002 році. Також в 2002 році по книзі Литвиненка і Фельштинського французькими режисерами Жаном-Шарлем Деньо (Jean-Charles Deniau) і Шарлем Газелем (Charles Gazelle) був знятий документальний фільм «Замах на Росію». Аналогічні ідеї були висловлені в книзі Олександра Литвиненка «ЛЗУ (Луб'янське злочинне угруповання)», також виданої в 2002 році.
На думку журналістки Юлії Латиніної, Березовський придумав цю версію для того, щоб навмисно обмовити Володимира Путіна, з яким на той момент перебував у жорсткому конфлікті. Деякі російські офіційні особи висловлювалися про те, що таким чином Березовський намагався не допустити свого відходу з медійного простору. Березовський на 25 % профінансував створення фільму «Замах на Росію». Книга «ФСБ підриває Росію» була видана на гроші заснованого Березовським «Фонду громадянських свобод». Литвиненко не отримував за книгу авторські гонорари і, проживаючи у Великій Британії, фактично перебував на утриманні Березовського.
Версію Литвиненка і Фельштинського про причетність російських спецслужб до терактів також підтримав російський підприємець і близький друг Бориса Березовського Микита Чекулін. Зокрема, у 2002 році, перебуваючи в Лондоні, він заявляв, що був завербований ФСБ і виявив розкрадання гексогену інститутом Міністерства освіти Росії в 1999—2000 роках. Також Чекулін підтвердив версію про причетність ФСБ на прес-конференції, організованій Березовським приблизно в той же час. Тим не менш, у 2006 році Чекулін заявив, що, згідно з наявними у нього незаперечним даними, російські спецслужби жодним чином не могли бути причетні до вибухів і що всі попередні висловлювання на користь цієї версії він зробив під тиском Березовського.

#### Твердження Фельштинського і Литвиненка про невинність Батчаєва і Кримшамхалова
У 2002 році Литвиненко і Фельштинський заявили, що отримали лист від імені Тимура Батчаєва і Юсуфа Кримшамхалова, терористів, прямо причетних до вибухів житлових будинків у Москві і Волгодонську. У листі Батчаєв і Кримшамхалов не заперечували свою провину повністю, але стверджували, що брали участь тільки в транспортуванні вибухівки і при цьому думали, що вона буде використана для підриву адміністративних будівель і військових об'єктів. Також Батчаєв і Кримшамхалов заявили, що вони не мали з Басаєвим і Хаттабом ніяких зв'язків і що операція із здійснення вибухів будинків була організована особисто директором ФСБ Миколою Патрушевим, а її куратором був віце-адмірал Герман Угрюмов. Згідно з твердженням терористів, що також міститься в їх листі, Угрюмов згодом помер не від серцевого нападу, а був ліквідований ФСБ. За словами Батчаєва і Кримшамхалова, загальне число членів їх групи становило понад тридцять чоловік. При цьому керівниками середньої ланки вони, за їх словами, знали якогось підполковника, татарина за національністю, користувався псевдонімом «Абубакар», а також якогось полковника, росіянина за національністю, з псевдонімом «Абдулгафур».
Вина Батчаєва і Кримшамхалова (а також їх співучасника Адама Деккушева) в умисному підриві житлових будинків була доведена судом на підставі речових доказів, свідчень і даних експертиз. Литвиненко і Фельштинський не змогли надати фактичних доказів того, що офіційне звинувачення на адресу терористів було сфабриковано. Також вони не змогли надати фактичних доказів інформації, яка міститься в листі Батчаєва і Кримшамхалова.
Кримшамхалов і Деккушев були захоплені на території Грузії під час спільної операції грузинського спецназу і ФСБ (Батчаєв під час захоплення чинив озброєний опір і був убитий), а потім видані грузинською стороною Росії. На думку опозиційної журналістки Юлії Латиніної, якщо б існувала хоча б найменша можливість того, що ці терористи можуть мати відношення до змови російських спецслужб, Грузія, що на той момент була союзником США і геополітичним супротивником Росії, не стала б здійснювати їх видачу. Також Латиніна висловила думку, згідно з якою Батчаєв і Кримшамхалов навмисно збрехали про свою невинність і про можливу причетність ФСБ до вибухів, так як вважали, що це допоможе їм залишитися в Грузії і тим самим уникнути російського правосуддя. У 2007 році колишній близький друг Березовського підприємець Микита Чекулін заявив, що лист від імені Батчаєва і Кримшахалова ніколи не існував в дійсності і був сфальсифікований Юрієм Фельштинским.
Литвиненко і Фельштинський, а також деякі інші прихильники теорії змови стверджували, що лідери терористів не взяли відповідальність за вибухи будинків, і, отже, з цієї причини не могли бути причетні до вибухів.
Їх опоненти апелюють до інтерв'ю Шаміля Басаєва чеській журналістці Петрі Прохазковій, у якому він заявив, що це «дагестанські бомби», які вибухнули «у відповідь на те, що Росія тероризує Дагестан». Та до заяви лідера радикальної ісламістської організації «Ансар аш-Шаріа» («Прихильники шаріату») Абу Хамза аль-Масрі, яку він направив у редакцію газети «Аль-Хаят». В ній він висловив підтримку вибухам у Буйнакську і Москві та зазначив, що це «є єдиною можливістю примусити невірних відмовитися від їх політики».
11 листопада 2003 року адвокат і колишній співробітник ФСБ Михайло Трепашкін публічно заявив про те, що фоторобот, складений за описом людини, яка заклала бомби в підвали будинків у Москві, був підроблений правоохоронними органами. Трепашкін заявив, що початковий фоторобот зображував іншу людини, у якій він упізнав Володимира Михайловича Романовича, який, за твердженням Трепашкина, був співробітником ФСБ. Також, за словами Трепашкина, через півроку після вибухів він дізнався, що Романовича, який до того часу виїхав на Кіпр, задавила машина. Пізніше твердження про можливу причетність Романовича було спростоване редакцією «Нової газети».

### Версія Джорджа Сороса
У статті «Хто втратив Росію?», опублікованій у квітні 2000 року в журналі The New York Review of Books, американський фінансист Джордж Сорос запропонував версію, згідно з якою вибухи будинків були організовані Борисом Березовським.

### Версія Андрія Піонтковського
Версію про причетність чинної влади і ФСБ до вибухів підтримав і озвучив в своїх статтях опозиційний політолог Андрій Піонтковський, пізніше зібрав статті до книги «За Батьківщину! За Абрамовича! Вогонь!» На відміну від Литвиненко і Фельштинського, Піонтковський стверджував, що до вибухів був причетний і сам Борис Березовський.
Прихильники цієї версії вважають, що вибухи будинків здійснила ФСБ РФ, щоб забезпечити виправдання введення військ до Чечні, підняти рейтинг Путіна, колишнього директора ФСБ, забезпечити його обрання президентом Росії. Обрання Путіна, на думку прихильників версії, забезпечило б майнову і особисту безпеку при зміні влади правлячої групи, так званої «Сім'ї». Власний інтерес керівництва ФСБ міг полягати в посиленні ролі спецслужб. Деякі аналітики пов'язують з вибухами будинків наступний введення російських військ до Чечні, ліквідацію самопроголошеної Чеченської Республіки Ічкерія, а побічно — також перемогу Путіна на президентських виборах 2000 року.
Вибухи відбулися після вторгнення в Дагестан з Чечні збройних загонів екстремістів. На думку журналістки «Ле Монд» Софі Шихаб з посиланням на анонімне джерело до фінансування загонів екстремістів, що напали на Дагестан, був причетний Борис Березовський. У той же час в самій Росії йшла гостра боротьба за майбутню владу напередодні виборів Президента Росії між оточенням Б. Єльцина, який підтримував В. Путіна як офіційного наступника Єльцина, і групою Лужкова-Примакова.
Прихильники цієї версії відзначали, що в пресі з'явилося твердження про переговори між Олександром Волошиним і Шамілем Басаєвим на півдні Франції влітку 1999 року напередодні вторгнення.
Відзначали також редакційну статтю «Независимой газете», що належить Березовському, від 12 жовтня 1999 р., де редактор Віталій Третьяков заявляє про існування в Дагестані популярної думки, що «війну організував Березовський». На думку Третьякова, «чеченців в Дагестан заманили», щоб «отримати законний привід для відновлення федеральної влади в республіці і початку активної фази боротьби проти присутніх в Чечні терористів», що «це була операція російських спецслужб (не плутати її з вибухами будинків), причому політично санкціонована на самому верху», і що Березовський був використаний спецслужбами втемну. У листопаді 2002 року журналістка Софі Шихаб стверджувала, що у вересні 1999 року в редакцію газети «Le Monde» зателефонував неназваний «молодий французький підприємець», що входить в оточення Березовського, і повідомив, що Березовський дав бойовиками Басаєва 30 млн доларів США та зброю. Масхадов звинувачував Березовського в провокації війни і організації вибухів в інтерв'ю американському журналісту Павлу Хлєбнікову; при цьому Масхадов вважав, що війна організується оточенням Єльцина з метою запровадження надзвичайного стану та скасування виборів. В іншому інтерв'ю Масхадов заявив: «Слід треба шукати в самій Москві, а організаторів — далеко за межами Росії. Це сили, які, розігруючи чеченську карту, хочуть розвалити Росію і встановити свій вплив на Кавказі».
Березовський спростував підозру Піонтковського у співучасті в нападі на Дагестан. Сайт чеченських сепаратистів Чеченпресс також спростував твердження про зустріч Ш. Басаєва з А. Волошиним 3 липня 1999 року. Згідно з інформацією цього сайту, 3 липня Басаєв був одним з багатьох учасників «З'їзду країни» («Мехкан гулам»), що проходив на стадіоні «Динамо» в Грозному. Басаєв не міг бути у Франції і раніше, так як «всі ці дні йшла інтенсивна підготовка до „Мехкан гулам“, і Шаміль Басаєв був на очах у десятків і сотень людей, які приїжджали до нього і до яких він приїжджав сам. І пізніше 3 липня він не міг бути в Ніцці, так як займався громадською роботою в чеченській столиці і районах, реалізовуючи досягнуті домовленості».
5 березня 2002 року, після еміграції Березовського, представник Генпрокуратури РФ зробив заяву про причетність Березовського до фінансування чеченських терористів влітку 1999 року. Прокуратурою були представлені свідчення про те, що Березовський через свого партнера Бадрі Патаркацишвілі і віце-прем'єра ЧРІ Казбека Махашева постачав гроші на закупівлю зброї першому віце-прем'єру ЧРІ Мовладі Удугову. Журналістам була представлена стенограма показань неназваного свідка, який заявив: «Мені відомо, що в липні 1999 року в аеропорту Нальчика відбулася зустріч Бадрі з Казбеком Махашевым, Бадрі привіз гроші від Березовського для походу на Дагестан. Під час однієї із зустрічей Бадрі з Бауді Бакуевым, мені стало відомо про те, що Березовський передав їм близько 30 мільйонів рублів на ці цілі…». Представник прокуратури повідомив, що якщо буде зібрано достатньо доказів, то Березовському буде пред'явлено офіційне звинувачення у фінансуванні терористів. Це обвинувачення так і не було пред'явлено.
Згідно книзі Е. Трегубової «Байки кремлівського діггера», що вийшла в 2003 році, потреба в «маленької переможної війни» як єдиний можливий засіб для підняття рейтингу «спадкоємця» у команди, що просувала Путіна, в серпні 1999 року спрогнозував керівник Управління інформації Уряду РФ, глава агентства РИА «Новости» Олексій Волін.
Сергій Степашин (на початку 1999 року — глава МВС РФ) заявив у 2000 році, що після того, як 5 березня 1999 чеченські бойовики викрали представника МВС РФ в Чечні генерал-лейтенанта Геннадія Шпігуна, «стало ясно, що чеченський президент Аслан Масхадов не в змозі самостійно боротися з терористами». Степашин зазначив, що «всі сусідні республіки страждали від постійних набігів, грабежів і вбивств, вчинюваних чеченськими бандами». Степашин заявив, що «тільки влітку, в липні, ми прийняли рішення зайняти територію на північ від Терека». Передбачалося, що з цієї території спецпідрозділу будуть здійснювати операції на всій території Чечні з метою захоплення ватажків бандформувань. Терек повинен був стати природною кордоном. Степашин заявив, що введення військ до Чечні сталося б, навіть якщо б нападів на Дагестан і вибухів у Москві не було. На думку Степашина, президент ЧРІ Аслан Масхадов до нападу бойовиків на Дагестан ще міг врятувати Чечню і запобігти кровопролиттю. За словами Степашина, він три рази зустрічався з Масхадовим і закликав його офіційно оголосити Басаєва терористом і бандитом. «Після нападу на Дагестан керівники інших кавказьких республік теж стали закликати Масхадова оголосити Басаєва і Хаттаба злочинцями і оголосити їх поза законом. Аслан не зробив цього, тим самим поставивши хрест на самому собі», зазначив Степашин.

#### Твердження Ю. Фельштинського про отримання ним заяв А. Гочияева
3 березня 2003 року і 14 березня 2005 року в «Новій газеті» були опубліковані статті, в яких стверджувалося, що Ю. Фельштинський отримав через посередника заяви від імені А. Гочияева. Згідно тексту цих заяв, А. Гочияев зізнався, що орендував підвали в декількох московських будинках, у тому числі в тих, де сталися вибухи. Він зробив це на прохання Рамазана Дышекова, добре знайомого йому ще зі шкільної лави; А. Гочияев стверджує, що Дышеков був прихованим агентом ФСБ.; А. Гочияев повністю заперечує свою причетність до організації вибухів. У заявах від імені Гочияева стверджувалося, що він сам подзвонив у міліцію після другого вибуху і повідомив про додаткові складах в Капотне і на Борисовских Ставка (Москва). За інформацією газети «Коммерсантъ», яка провела власне розслідування, про склади на Борисовских ставках повідомили ріелтори (і не в міліцію, а в ФСБ), у яких Лайпанов, розшукуваний за підозрою у скоєнні терактів, знімав приміщення. Співробітники правоохоронних органів виявили на складі 50 мішків з вибухівкою загальною вагою 2,5 тонни і шість запрограмованих таймерів. При цьому в заявах від імені Гочияева ні словом не згадується про те, що приміщення орендувалися на прізвище Лайпанов, паспорт якого використовувався при оренді (Лайпанов загинув за кілька місяців до терактів). О. Литвиненко запропонував членам громадської комісії С. Ковальова перевірити записи дзвінків у міліцію і номери співрозмовників Гочияева в день вибуху на Гур'янова. Комісія доручила перевірку Михайлу Трепашкину. Перевірка проведена не була.
У липні 2002 року ФСБ Росії звернулася до британських спецслужб з проханням допитати О. Литвиненко з приводу його зв'язків з А. Гочияевым; Литвиненко заявив, що готовий дати свідчення у відповідності з законом, але поліції, а не спецслужбі MI5, що він як колишній офіцер спецслужб вважає некоректним.
Обіцяні Ю. Фельштинським відеозаписи заяв А. Гочияева так і не були надані громадській комісії С. Ковальова. У 2003 році відповідальний секретар комісії Лев Левінсон заявив, що була надана «тільки стенограма, невідомо ким надрукована. Плівки нам довго обіцяли пред'явити, але вже більше року пройшло, а віз і нині там».

#### Фотографії Ачемеза Гочияева і Хаттаба
На офіційному сайті ФСБ були розміщені кілька фотографій Гочияева (який, за даними слідства є організатором терактів), у тому числі групове фото Гочияева з Хаттабом (за версією слідства — замовник терактів). «Ці фотографії взяті з знайденого в ході оперативно-розшукових заходів на території Чечні особистого комп'ютера чеченського бойовика, що знаходиться в даний час у розшуку», — пояснили в ФСБ. У липні 2002 року Олександр Литвиненко заявив, що групове фото є фотомонтажем, а отже, фальшивкою. Такий висновок він нібито одержав від британського експерта Джефрі Джона Окслі. Сам експерт заявив, що на фотографіях з сімейного альбому Гочияева і на фотографіях з розшуку ФСБ зображений один і той же чоловік, що ж стосується фото з Хаттабом, то експерту всього лише було проблематично дати конкретну відповідь. «Людина Б тут в шапці, насунутій на брови, а також з густою бородою, а сама фотографія дуже низької якості, тому не можна з упевненістю сказати, що це той самий чоловік, що на інших фотографіях», — сказав експерт. На питання журналістів, чи можна вважати це фото підробкою, він відповів: «У жодному разі. Просто фотографія поганої якості. В цьому немає ніякого криміналу».

#### Інші твердження прихильників версії
- Прихильники версії вважають, що рязанський інцидент був підготовкою ФСБ чергового вибуху житлового будинку;
- Співробітниця юридичної фірми «Ділова компанія» Тетяна Корольова, яка допомагала Ачемезу Гочияеву з реєстрацією документів його фірми «Бранд-2» (від імені цієї фірми знімалися в оренду склади в підірваних будинках, в ці склади завозилася вибухівка)[57] Допитуючи співробітників «Ділової компанії», слідчі дізналися, що Корольова не тільки оформляла документи Гочияеву, але й була його коханкою[57].[58] Корольова була затримана в ніч на 13 вересня 1999 року[57]. Але коли співробітники правоохоронних органів приїхали до неї додому, Гочияева там вже не було[57]. Газета «Комерсант» припустила, що в цей час він перебував на Каширському шосе, в тому самому будинку, де була закладена бомба[57]. Корольова сказала, що у її співмешканця виникли якісь ділові проблеми і він велів їй на певний час виїхати з Москви[57]. «Я знала, що він користується чужими документами і підозрювала щось недобре, але він мене в свої справи не посвячував», заявила вона[57]. Допит вирішили продовжити на наступний день, а Корольову відправили в ізолятор і вранці 13 вересня відпустили[57]. Ще через кілька днів вона зникла і була оголошена в розшук[57]. Газета «Комерсант» в жовтні 1999 року писала, що за оперативними даними Корольова знаходиться в одному з гірських районів Чечні, де ховаються подружжя Гочияевых[57].
- Один з судових процесів у справі про вибухи будинків (над терористами Деккушевым і Крымшамхаловым) був закритим[59].
- Деякі[які?] питання, порушені у книзі Литвиненко і Фельштинського і в публікаціях «Нової газети», залишилися без відповіді офіційних властей[60][61].
- 1 жовтня 2003 року директор московського «Кіноцентру» В. Медведєв скасував запланований показ фільмів про Чечню, серед яких були «Замах на Росію», «Правдиві розповіді: війна Бабицького», «Вбивство з міжнародної згоди» і «Терор в Москві». В. Медведєв заявив, що ряд іноземних фільмів мають антиросійську спрямованість і неприйнятні для показу в «Кіноцентрі»[62].
- За твердженням «Нової газети», 29 грудня 2003 року група міліціонерів конфіскувала понад 4000 примірників книги «ФСБ підриває Росію» на в'їзді в Москву[63].

#### Думка жителів Росії про версію
На початку 2002 року «Левада-центр» провів соціологічне опитування, поставивши респондентам запитання: «Нещодавно в Росії був привезений і показаний журналістами фільм, знятий за підтримки Бориса Березовського, який дозволяє підозрювати, що вибухи будинків у Москві і Волгодонську в 1999 році були організовані російськими спецслужбами. Що ви особисто думаєте з цього приводу?». 6 % відповіли, що вибухи були організовані російськими спецслужбами, 37 % відповіли, що причетність спецслужб до вибухів не доведена, але виключати її не слід, 38 % відповіли, що виключена будь-яка причетність спецслужб до вибухів, решта вагалися відповісти.

### Версія Тетяни та Олени Морозових, Андрія Некрасова
Версії про причетність російської влади до вибухів будинків дотримуються сестри Тетяна та Олена Морозови, які проживали в будинку на вулиці Гур'янова, в якому стався вибух. У своєму зверненні до президента Росії Дмитру Медведєва вони зажадали проведення незалежного розслідування вибухів житлових будинків.
На фестивалі незалежних документальних фільмів Санденс у 2004 році була показана робота російського режисера Андрія Некрасова «Недовіра». Фільм відтворює хронологію історії Тетяни та Олени Морозових, двох російсько-американських сестер, які втратили свою матір під час вибуху будинку на вулиці Гур'янова і вирішили знайти тих, хто це скоїв.

### Версія Девіда Сеттера
Версію про причетність російської влади до вибухів будинків відстоює колишній кореспондент Financial Times у Москві Девід Сеттер у своїй книзі «Тьма на світанку: Зліт Російської Кримінальної Держави», опублікованій видавництвом Єльського університету. У Росії ця версія розслідується виданням «Нова газета».

### Версія Девіда Кінга
На початку лютого 2008 року про причетність Володимира Путіна до вибухів будинків заявив головний науковий радник британського уряду сер Девід Кінг: «Можу сказати вам, що за вибухи несе відповідальність Путін, — заявив він. — Я бачив докази. Якби не вибухи, Путін жодним чином не виграв би на виборах. До них рейтинг його підтримки становив 10 %. Після них рейтинг злетів до 80 %».

### Версія Лебедя Олександра Івановича
У 1999 році Генерал Олександр Лебедь дав інтерв'ю кореспонденту французької газети «Фігаро» Лаурі Мандевіль, в якому звинувачував в організації терактів Басаєва і Кремль. В цьому інтерв'ю він стверджував, що Басаєв і Кремль уклали угоду. Також в цьому інтерв'ю Олександр Лебідь стверджував, що Басаєв є агентом ФСБ.

Бажаючи помститися, будь чеченських командирів став би підривати командирів, завдав би удару по силам МВС або ФСБ, або за армійським складах, або по ядерних центрів. Вони не повстали проти простих, невинних людей. Шукана мета Кремля — почати масовий терор, дестабілізувати обстановку, сказати в якийсь момент: "Ти не повинен йти на виборчу дільницю, оскільки є ризик бути підірваним разом з виборчими урнами.
Я вважаю, що є угода з Басаєвим, тим більше, що Басаєв — колишній інформатор КДБ.

## Інциденти, що згадуються

### Кримінальний вибух у Волгодонську
12 вересня 1999 року в місті Волгодонську біля будинку № 23 по вулиці Ентузіастів прогримів потужний вибух. Як з'ясували рятувальники, які прибули на місце оперативники, радіокерований вибуховий пристрій було закладено в вилитий з цементу будівельний блок, який з'явився біля будинку незадовго до вибуху. У під'їзді були вибиті шибки. Троє людей з пораненнями від опіків і осколків були госпіталізовані. Першою версією цього вибуху був «чеченський слід», проте пізніше з'ясувалося, що це був замах на місцевого підприємця Євгена Кудрявцева, відомого як кримінальний авторитет на прізвисько Адмірал, який володіє двома найбільшими торговельними комплексами.
Повідомлення про цей вибух з'явилося на стрічках інформагентств 13 вересня об 11 годині ранку. Зокрема, видання Polit.ru в 11:53 повідомило: «Дві людини поранені в результаті вибуху невстановленого вибухового пристрою, стався вчора у місті Волгодонську Ростовської області, передає РІА „Новости“».
13 вересня голова Держдуми Росії Геннадій Селезньов на засіданні Ради Держдуми заявив: «За повідомленням з Ростова-на-Дону, сьогодні вночі підірвали житловий будинок у Волгодонську».
17 вересня Володимир Жириновський заявив на засіданні Держдуми:
Згадайте, Геннадій Миколайович, ви нам у понеділок [13 вересня] сказали, що будинок у Волгодонську підірваний, за три дні до вибуху. Це ж можна розцінювати як провокацію: якщо Державна дума знає, що будинок вже підірваний нібито в понеділок, а його підривають у четвер [16 вересня] <…> Як це сталося, що вам доповідають, що в 11 ранку в понеділок підірваний будинок, і що, адміністрація Ростовської області не знала про це, що вам про це доповіли? Всі сплять, через три дні підривають, тоді починають вживати заходів.
23 жовтня 1999 року газета «Вечірній Волгодонськ» писала:
В місцеву пресу з центральних ЗМІ просочилася інформація, ніби в Держдумі за чотири дні до теракту знали про факт вибуху в Волгодонську. І сам спікер Геннадій Селезньов прочитав записку на цю тему. Як з'ясувалося, все так, крім одного — самого вибуху. У записці йшлося про той нещасливий недільний [стався 12 вересня] вибух, що пролунав у нашому місті в час кримінальних розборок, дійсно, за чотири дні до теракту. Так розвіюються міфи і прояснюються невідомі широкому загалу факти.

### Інцидент в Рязані, «Рязанський цукор»
22 вересня 1999 близько 21 години мешканець будинку № 14/16 по вулиці Новоселів в Рязані Олексій Картофельников помітив незнайомців з темною шкірою і волоссям, що переносять важкі цукрові мішки з легкової машини у підвал. Цифровий код регіону на держномері машини був заклеєний папером, а на ньому від руки написано число 62 (код Рязанської області). Картофельников викликав міліцію. Міліціонери, що приїхали через кілька хвилин, спустилися в підвал і виявили три мішки по 60 кг. Верхній мішок був розкритий, за офіційною версією в ньому знаходилася речовина, схожа на цукор. Міліціонери доповіли про знахідку в ОВС, незабаром біля будинку зібралося керівництво усіх силових структур Рязані і Рязанської області. Мешканців будинку відправили в сусідній кінотеатр.
Незабаром до будинку приїхала оперативна група інженерно-технічного відділу муніципальної міліції. Проведений експрес-аналіз речовини з мішків показав присутність гексогену. При огляді вмісту мішків були виявлені електронні годинники, виготовлені у вигляді пейджера і три батареї, з'єднані проводами. Час спрацювання пристрою було встановлено на 05:30 ранку. Детонатором слугувала гільза від мисливського патрона 12-го калібру, заповнена порохом.
Частину речовини, взятої з мішків, сапери вивезли на свій полігон, розташований в декількох кілометрах від Рязані. Там вони спробували підірвати його з допомогою детонатора, також виготовленого з мисливського патрона, але вибуху не сталося. Висувалися версії причин відсутності вибуху при спробі підриву. Газета «Комерсант» писала, що «за припущеннями фахівців, терористи неправильно розрахували пропорції, змішуючи вибухівку з цукром». «Російський журнал» з посиланням на думку оперативників писав, що або в мішках був не гексоген, або його кількість була дуже незначною.
На початку 1-ої години ночі мішки були винесені з підвалу, вранці їх відвезли на зберігання у двір Головного управління цивільної оборони і надзвичайних ситуацій. 23 вересня мішки були відправлені на експертизу в експертно-криміналістичний центр МВС і у відповідну лабораторію ФСБ.
Слідчим відділенням управління ФСБ Росії по Рязанській області було порушено кримінальну справу за статтею 205 частина 1 КК РФ (замах на тероризм).
Усі служби Рязані були підняті за тривогою; був введений в дію план «Перехоплення», перекриті всі виїзди з міста.
- 23 вересня в 9-годинному випуску новин телеканал ОРТ повідомив: «У Рязані сьогодні вночі були спішно евакуйовані мешканці 12-поверхового будинку в одному зі спальних районів міста на вулиці Новоселів. У підвалі було виявлено три мішки з речовиною, експрес-аналіз якого показав наявність гексогену. Там же був знайдений підривник, таймер якого був встановлений на 5.30 ранку. Вибухотехніки муніципальної міліції одразу ж провели тест на вибухонебезпечність, але суміш не здетонувала. Зараз мішки направлені на експертизу». У прямому ефірі ОРТ начальник Жовтневого РВВС м. Рязань підполковник Сергій Кабашов заявив: «Експертиза покаже, чи була це вибухова речовина або просто муляж»[79].
- 23 вересня о 11:26 сайт Polit.Ru передав слова представника рязанського УВС про те, що зараз ще рано стверджувати про наявність гексогену в знайдених в підвалі мішках з цукром[80].
- 23 вересня в 13-годинному випуску програми «Вести» було повідомлено: «Вибухотехніки муніципальної міліції провели попередній аналіз і підтвердили наявність гексогену. Зараз вміст мішків відправлено в московську лабораторію ФСБ для отримання точного висновку»[81].
- 23 вересня о 13:14 агентство Cry.Ru з посиланням на радіо «Ехо Москви», повідомило: «Представник управління внутрішніх справ Рязанської області повідомив журналістам, що наразі проводиться ретельна експертиза трьох виявлених у підвалі будинку мішків. Представник УВС зазначив, що зараз ще рано говорити про те, що в мішках була суміш цукрового піску з гексогеном»[82].
- 23 вересня о 16-годинному випуску новин телекомпанія НТВ повідомила, що при експертизі в підозрілих мішках вибухових речовин не виявлено[83].
- 23 вересня близько 17 години голова уряду Росії Володимир Путін, перебуваючи в Ростові-на-Дону[84], заявив: «Що стосується подій в Рязані. Я не думаю, що це якийсь прокол. Якщо ці мішки, в яких опинилася вибухівка, були помічені — це значить, що все-таки плюс хоча б є в тому, що населення правильно реагує на події, які сьогодні відбуваються в країні. Скористаюся вашим питанням для того, щоб подякувати населення країни за це. Ми в неоплаченому боргу перед людьми і за те, що не вберегли, хто загинув, і вдячні їм за ту реакцію, яку ми спостерігаємо. А ця реакція дуже правильна. Жодної паніки, жодної поблажливості бандитам. Це настрій на боротьбу з ними до кінця. До перемоги. Ми обов'язково це зробимо»[85].
- 23 вересня о 19:35[86] на телеканалі НТВ вийшла програма «Герой дня», гостем якої був начальник Центру громадських зв'язків ФСБ РФ Олександр Зданович. Зданович заявив, що, за попереднім висновком, гексогену в мішках, виявлених в Рязані, не було[87]. За словами Здановича, детонатора теж не було, а були виявлені «деякі елементи детонатора»[87].
- 24 вересня о 12 годині, виступаючи на нараді по боротьбі з організованою злочинністю, глава МВС РФ Володимир Рушайло серед іншого заявив: «Є позитивні зрушення. Про це, зокрема, свідчить вчорашнє запобігання вибуху житлового будинку в Рязані»[85]. Через півгодини після цієї заяви Рушайла[85] директор ФСБ Микола Патрушев заявив, що ФСБ проводила в Рязані антитерористичні навчання і що жодної вибухової речовини в мішках не було[85].

#### Версія про причетність ФСБ
Прихильники цієї версії вважають, що співробітники ФСБ закладали мішки в підвал житлового будинку в Рязані, мали намір влаштувати вибух. На думку прихильників цієї версії, це було потрібно для того, щоб виправдати в очах населення введення військ до Чечні і підвищити президентський рейтинг Володимира Путіна. Нижче перераховані основні аргументи, які зазвичай наводяться прихильниками цієї версії:
- 23 вересня прес-центр МВС повідомив, що при дослідженні речовини з мішків виявлені пари гексогену, а начальник Рязанського УФСБ генерал-майор Сергєєв привітав мешканців з другим народженням[88].
- 27 серпня 2001 року в «Новій газеті» була опублікована стаття Олександра Литвиненка і Юрія Фельштинського, в якій стверджувалося, що Юрій Васильович Ткаченко, експерт-вибухотехнік, що розміновував пристрій, наполягав, що він був справжній. Згідно зі статтею, Ткаченко сказав, що знешкоджений детонатор був виготовлений на професійному рівні і муляжем не був. Він також сказав, що газоаналізатор, який перевіряв пари з мішків, показав наявність гексогену. За словами Ткаченка, про неправильну роботу аналізатора не могло бути й мови, оскільки аналізатор був на рівні світових стандартів, коштував 20 тисяч доларів США і обслуговувався спеціалістом відповідно до графіка. Спеціаліст перевіряв аналізатор після кожного використання, а також виконував профілактичні перевірки. Ткаченко зазначив, що особлива ретельність в роботі з приладом була необхідна, тому що життя вибухотехніків залежали від надійності їхніх апаратів[89][90].
- З погляду статистики ситуація в 1999 складалася не на користь федерального уряду Росії, попри очевидну необхідність повернення Чечні до складу федерації, велика частина населення країни була проти продовження війни в Чечні, розпочати відкриті бойові дії під будь-яким приводом, означало б викликати несхвалення з боку народу, а як результат викликати недовіру до уряду, потрібен був екстраординарний «прийом» для виходу з ситуації.
- Згідно з книгою Литвиненко і Фельштинського, в Рязані після того, як було встановлено щільне спостереження за всіма виїздами з міста, працівниця переговорного пункту Надія Юханова заявила, що їй вдалося підслухати міжміську розмову з Москвою, в якому адресат розмови порадив співрозмовнику виїжджати з міста по одному, оскільки «скрізь перехоплення». Переговори йшли з АТС московського ФСБ[89].

#### Версія імітації теракту
Прихильники цієї версії вважають, що події в Рязані спробою правоохоронних органів інсценувати терористичний акт, а потім «викрити» його.
Цю версію висловив експерт аналітичного відділу руху «За права людини», історик Євген Іхлов: «Версія Фельштинського видається мені вкрай малоймовірною. (…) У країні шалена паніка. Паніку потрібно каналізувати у вигляді якоїсь мобілізуючої енергетики. Для цього потрібна перемога славних органів із запобіганням теракту і затриманням терористів. За моїми даними, в Рязані була сильна чеченська громада, криміналізована і орієнтована на ринок. Тому знайти одного-двох кавказців з кримінальним слідом — як показав московський досвід — це цілком розв'язувана задача. При інсценуванні теракту газовий аналізатор повинен показати наявність парів гексогену, для цього достатньо було наситити цукор цими парами. Підривник, природно, також повинен бути зовсім не муляжем — звідси і виникли згодом суперечки навколо детонатора. А далі сталося непередбачуване. Рязанська міліція спрацювала значно краще, ніж від неї очікували. Оперативники вийшли на тих, хто дійсно закладав мішки в підвал. Єдиним способом уникнути скандалу в цій ситуації виявилося висування версії про навчання. Вирішуючи питання, чи бути їм злочинцями або дурнями, ініціатори помилкового теракту обрали останнє».

#### Пропозиція спрямувати парламентський запит на ім'я Генпрокурора РФ
У березні 2000 року депутати Держдуми від фракції «Яблуко» Сергій Іваненко та Юрій Щекочихін запропонували спрямувати парламентський запит на ім'я в. о. Генпрокурора РФ з приводу подій в Рязані. Ця пропозиція не знайшла достатньої підтримки в Держдумі. За ініціативу проголосували більшість членів фракцій «Яблуко», ОВР, СПС, КПРФ, Агропромислової групи, проти — «Регіони Росії», «Єдність» та «Народний депутат».

#### Кримінальну справу по рязанському інциденту
За твердженням Дар'ї Юдіної з «Нової газети», матеріали кримінальної справи, порушеної УФСБ РФ по Рязанській області, були засекречені.
На початку 2003 року депутат Держдуми Сергій Ковальов звернувся до суду з позовом, який складався з двох частин: у першій С. Ковальов зажадав визнати дії Генерального прокурора РФ, який відмовив йому у видачі процесуальних документів, що стосуються навчань ФСБ в Рязані в 1999 році, незаконними, під другою — примусити прокуратуру ці документи йому видати. 4 лютого 2003 року С. Ковальов повідомив, що Генеральний прокурор Володимир Устинов вручив йому необхідні документи на особистій зустрічі до засідання суду, тому друга частина позову була знята Ковальовим. 4 лютого 2003 року суд відмовив у задоволенні позову.

## Переслідування розслідувачів
Два члена громадської комісії під головуванням Ковальова, депутати Держдуми Сергій Юшенков і Юрій Щекочихін загинули в 2003 році. В організмі Щекочихіна, зокрема, знайшли отруйний фенол, який не повинен перебувати в організмі людини. Згідно з висновком судово-медичної експертизи, причина смерті Юрія Щекочихіна — важка загальна інтоксикація, що виразилася в синдромі Лайєлла.
Суд присяжних визнав Михайла Коданьова винним у вбивстві Сергія Юшенкова з метою усунення політичного конкурента, і 18 березня 2004 року Коданьов був засуджений. Коданьов був співголовою лояльного Борису Березовському крила партії «Ліберальна Росія». Цей вирок підтримали сім'я Юшенкова і його колеги по партії «Ліберальна Росія».
Розслідування у справі про смерті Щекочихіна проводив слідчий комітет при прокуратурі РФ. Московські слідчі відзначали, що картина смерті Щекочихіна і колишнього працівника ФСБ, експерта комісії Литвиненко — практично одна і та ж. Головний редактор «Нової газети» і начальник Щекочихіна Дмитро Муратов пов'язував смерть журналіста не з вибухами, а зі справою торгових будинків «Гранд» і «Три кити», до яких причетна ФСБ. Він стверджував, що «за кілька днів до погіршення самопочуття Щекочихін запланував поїздку в Нью-Йорк: 19 липня він повинен був зустрітися зі співробітниками ФБР, які хотіли передати російському журналісту оригінали документів про відмивання грошей через Bank of New York», що мають відношення до справ «Гранда» і «Трьох китів», розслідуванням яких активно займався Щекочихін.
Юрист комісії С. Ковальова Михайло Трепашкін був заарештований у жовтні 2003. Його дострокове звільнення було опротестовано і він повернувся в колонію. У червні 2006 року адвокат Трепашкина Сергій Кузнєцов направив заяву в Генеральну прокуратуру РФ, про те, що керівники колонії № 13 Нижнього Тагілу погрожували його підзахисному вбивством, посилаючись на вищих чинів Головної військової прокуратури РФ і ФСБ. Адвокат стверджував, що Трепашкіну примусово вводять психотропні засоби. На думку адвокатів Трепашкіна, причиною арешту стало те, що він представляв потерпілих на судових процесах щодо вибухів і його власне розслідування терактів. За день до свого арешту Трепашкін передав інформацію про те, що він упізнав В. Романовича у фотороботі людини, який знімав склад на вул. Гур'янова.
Михайло Трепашкін став відомий після того, як 18 листопада 1998 року взяв участь у прес-конференції, на якій колишній співробітник ФСБ Олександр Литвиненко і його колеги заявили, що за наказом керівництва ФСБ повинні були організувати вбивство Бориса Березовського і його самого. Звинувачення Трепашкіну було висунуто у зв'язку із зберіганням вдома службових документів.
У 2006 році були вбиті журналістка Ганна Політковська, що розслідувала теракт 2004 року, а також співавтор книги «ФСБ підриває Росію» (2001 рік), колишній працівник ФСБ Олександр Литвиненко.